# Бриджпорт (Вісконсин)
Бриджпорт (англ. Bridgeport) — місто (англ. town) в США, в окрузі Кроуфорд штату Вісконсин. Населення — 988 осіб (2020).

## Демографія
Згідно з переписом 2010 року, у місті мешкало 990 осіб у 392 домогосподарствах у складі 301 родини. Було 433 помешкання
Расовий склад населення:
| - 98,7 % — білих - 0,8 % — азіатів - 0,1 % — вихідців з тихоокеанських островів |

До двох чи більше рас належало 0,3 %. Частка іспаномовних становила 0,4 % від усіх жителів.
За віковим діапазоном населення розподілялося таким чином: 24,5 % — особи молодші 18 років, 58,8 % — особи у віці 18—64 років, 16,7 % — особи у віці 65 років та старші. Медіана віку мешканця становила 45,9 року. На 100 осіб жіночої статі у місті припадало 107,1 чоловіків;  на 100 жінок у віці від 18 років та старших — 100,3 чоловіків також старших 18 років.
Середній дохід на одне домашнє господарство  становив 83 207 доларів США (медіана — 75 375), а середній дохід на одну сім'ю — 94 336 доларів (медіана — 83 750). Медіана доходів становила 51 250 доларів для чоловіків та 35 250 доларів для жінок. За межею бідності перебувало 3,3 % осіб, у тому числі 4,2 % дітей у віці до 18 років та 6,1 % осіб у віці 65 років та старших.
Цивільне працевлаштоване населення становило 575 осіб. Основні галузі зайнятості: виробництво — 21,4 %, освіта, охорона здоров'я та соціальна допомога — 17,0 %, мистецтво, розваги та відпочинок — 11,5 %, роздрібна торгівля — 10,4 %.